# 托马斯·瓦特斯
托马斯·瓦特斯（Thomas Watters，1840年2月9日—1901年1月10日，也译作倭妥玛、多马华脱、华特斯、沃特斯、华特尔等）是英国著名东方学家、汉学家，曾任英国驻华领事官，1863年开始，先后在上海、福州、香港等地任职。

## 生平
托马斯·瓦特斯1840年2月9日出生于爱尔兰邓恩郡的纽敦纳兹。其父为当地的长老会牧师，也叫托马斯·瓦特斯（Rev. Thomas Watters）。1857年，瓦特斯进入贝尔法斯特的女王学院就读，并于1861年获得女王大学的文学硕士学位。
1863年，他成为了英国驻北京公使馆的翻译生、副翻译，其后又于1887年-1888年间成为了英国驻朝鲜公使馆的代理领事，1891年-1893年间任驻广州代理领事，后任驻福州领事，1895年4月，时年32岁的瓦特斯因健康问题退休回国，并于1901年1月10日在伦敦的伊灵去世。

## 学术贡献
瓦特斯曾是伦敦的皇家亚洲学会的会员，翻译过《大唐西域记》，题名为，在其去世后的1904年出版。他还翻译过《道德经》，其译文及讨论一同出版为《老子：中国哲学研究》（Lao-Tzû 老子. A Study in Chinese Philosophy），1870年于香港出版，是《道德经》最早的译本之一，该书的主要内容在之前的1868年便已经在上海的《教务杂志》（The Chinese Recorder and Missionary Journal）上发表（第一卷第31、57、82、106、128、164、209页）。他的其他较为著名的著作有1889年出版的《汉语论集》（Essays on the Chinese Language）和1897年出版的《文庙碑匾指南》（A Guide to the Tablets in a Temple of Confucius）等。